# Control (Computerspiel)
Control ist ein im August 2019 erschienener Third-Person-Shooter des finnischen Entwicklerstudios Remedy Entertainment. Der Levelaufbau ist an das Metroidvania-Genre angelehnt. Namensgebend ist das fiktive Federal Bureau of Control. Die Hauptfigur Jesse Faden (gespielt von Courtney Hope) setzt hierbei telekinetische Fähigkeiten ein, um die Bundesbehörde von einer übernatürlichen Macht zu befreien. Das Spiel erschien auf PC zeitexklusiv im Epic Games Store gegen eine Summe von umgerechnet 9,5 Millionen €. Auch die erste Erweiterung The Foundation erschien ab dem 26. März 2020 zuerst für PS4 und PC (im Epic Games Store) drei Monate lang zeitexklusiv, bevor der DLC am 25. Juni dann für die Xbox One erschien. Mit dem Early-Access-Start von Amazon Luna wurde das Spiel auch auf der Plattform am 24. September 2020 veröffentlicht. Seit dem 28. Oktober 2020 gibt es auch eine Cloud-Version für die Nintendo Switch, welche alle Erweiterungen besitzt.
Am 2. Februar 2021 erschien die Control: Ultimate Edition in einer optimierten Version für PlayStation 5 und Xbox Series in den digitalen Stores, eine Retailfassung folgte am 2. März 2021.
Ein Nachfolger namens Control 2 wurde 2022 angekündigt.

## Entwicklung

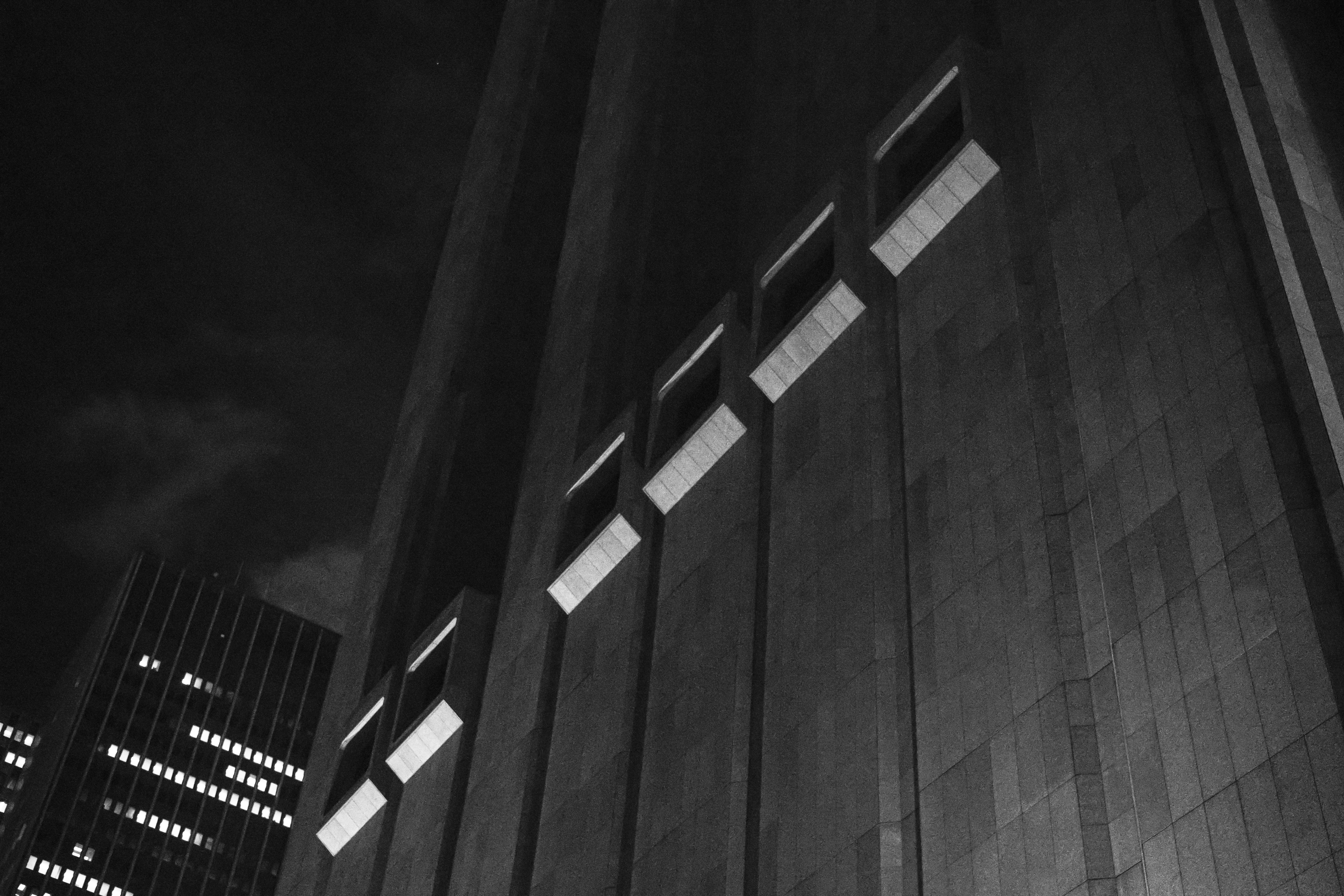
AT&T Long Lines Building (33 Thomas Street)

Die Designer wurden stark vom Brutalismus inspiriert. Die Strukturen im Spiel sind geometrisch und blockartig. Als Materialien werden Beton, Backstein und Stahl verwendet. Das Gebäude soll sicher und solide wirken. Das fensterlose Long Lines Building diente als Inspiration für das Oldest House, in welchem das Spielgeschehen stattfindet. Sowohl im realen Vorbild als auch im Spiel sind Geheimdienste dort stationiert. Die Astralprojektion wird im Spiel auch Schalttafel genannt, eine Anspielung auf den Telefonanbieter AT&T, der lange Zeit seine Vermittlungsstelle in der 33. Thomas Street betrieb.
Die bereits aus Quantum Break bekannte Northlight-Spiel-Engine wurde um Raytracing erweitert. Dies ermöglicht dynamischen Schattenwurf und Spiegelungen. In Zusammenhang mit der zerstörbaren Umgebung entsteht so eine sehr realistische Grafik. Auch die besonders rechenintensive globale Beleuchtung wird unterstützt. Grafikkarten, die nicht leistungsfähig genug sind, fallen auf Shadow Mapping und Screen Space Reflections zurück. Die Screen Space Reflections werden dabei durch Signed Distance Fields generiert. Die Rendering Pipeline ist Physik-basiert, was ein hohes Maß an Realismus und Präzision bei der Interaktion von Materialien zur Folge hat. Mit Hilfe von Temporal Accumulation wird der Eindruck eines schärferen Bildes erweckt.

## Rezeption
Control hat national und international durchschnittlich gute Bewertungen erhalten.

„Remedy zeigt sich mit der rasant inszenierten Mischung aus ballistischer Action von seiner besseren Seite, offenbart aber auch ungewohnte Designschwächen. Die spannende Erzählung macht auch nach dem Finale Lust auf mehr.“

Das Spiel gewann den IGN-Award für das Spiel des Jahres 2019, das beste Action-Adventure-Spiel und die beste Videospielgrafik sowie die beste Videospiel-Story. Zudem gewann Remedy den Kritikerpreis des Golden Joystick Awards 2019. Control gewann zudem bei The Game Awards 2019 in der Kategorie „best art direction“. Im Weiteren erhielt es den Preis „Most Entertaining PlayStation 4 Game 2019“.
Über alle Plattformen hinweg wurde es vier Millionen Mal verkauft.

## Erweiterungen
Für Control erschienen auch nach Erscheinen noch weitere Erweiterungen (DLCs), welche im Vorfeld bereits durch den Entwickler Remedy Entertainment bekannt gegeben wurden. So erschienen mindestens zwei Erweiterungen, welche neuen Inhalt in das Spiel bringen.

### Control: The Foundation
In der am 26. März 2020 erschienenen Erweiterung The Foundation gibt es neben neuen Story-Inhalten auch neue Nebenmissionen, Waffen und Mods. Die Erweiterung bringt dabei Hintergrundwissen zur Geschichte des „Ältesten Hauses“ mit sich.

### Control: AWE
In der am 30. September 2020 erschienenen Erweiterung AWE dreht sich alles um die namensgebenden Altered World Events. In AWE wird der Spieler in einen neuen Bereich des Ältesten Hauses namens Investigations Sector geschickt.
Mit dieser Erweiterung gibt der Entwickler Remedy Entertainment seinen langjährigen Anhängern eine Bestätigung der seit Release kursierenden Gerüchte, dass Control im selben Spiele-Universum wie Alan Wake angesiedelt ist.